# Ryszard Przybylski

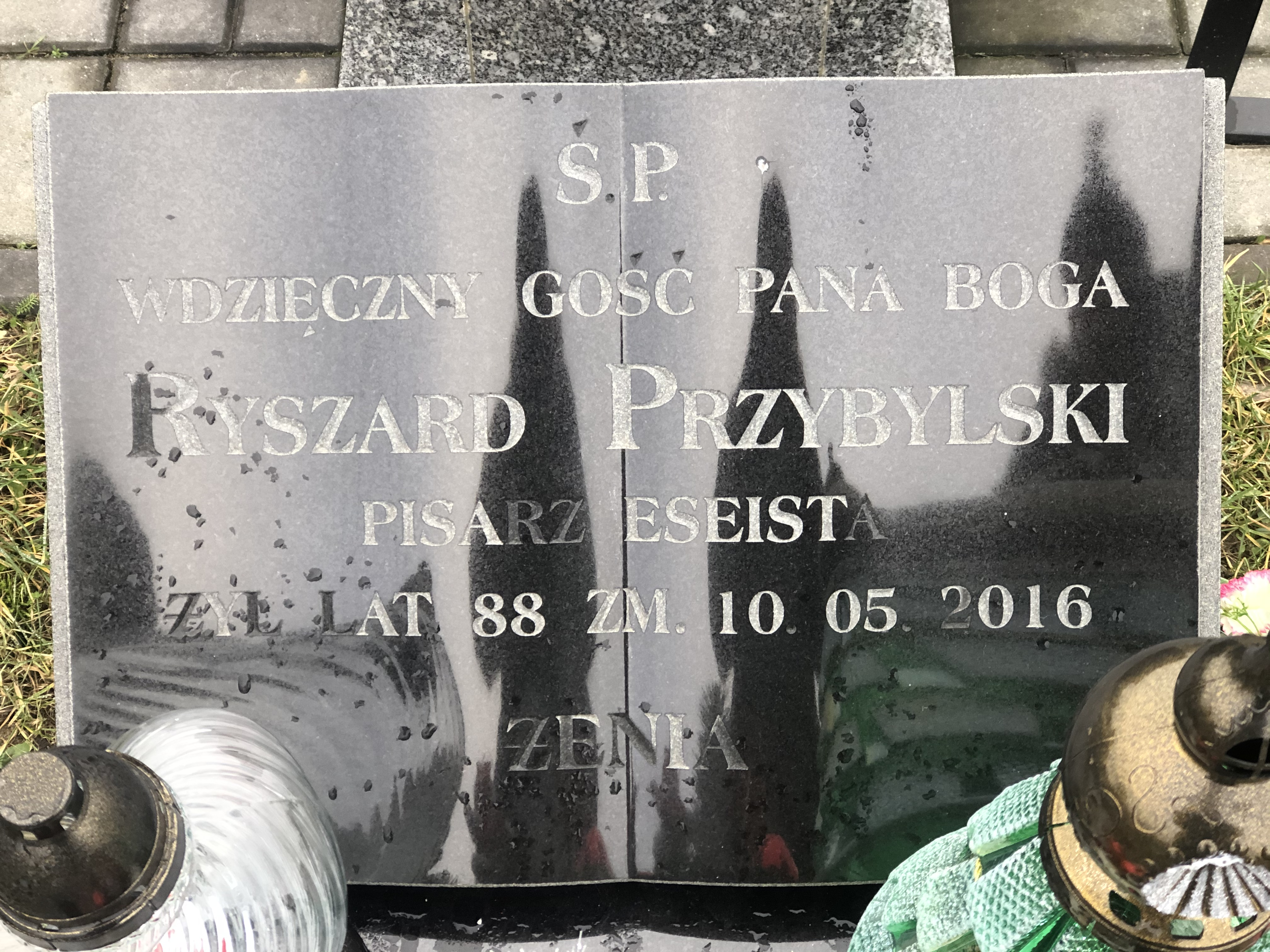
Grób Ryszarda Przybylskiego na cmentarzu Komunalnym Północnym w Warszawie

Ryszard Przybylski (ur. 1 czerwca 1928 w Równem, zm. 10 maja 2016 w Warszawie) – polski eseista, tłumacz, historyk literatury polskiej i rosyjskiej, profesor Instytutu Badań Literackich Polskiej Akademii Nauk; badacz tradycji klasycystycznej w literaturze polskiej.

## Życiorys
Urodził się na Wołyniu w rodzinie Józefa, zawodowego wojskowego, i Heleny z domu Kulisiewicz.
Po wybuchu II wojny światowej, do 1941 uczęszczał do dziesięcioletniej szkoły radzieckiej w Równem. W czasie okupacji niemieckiej pracował w latach 1941–1943 jako robotnik rolny, a później pomocnik buchaltera w majątku Tynne. W 1943 przedostał się wraz z rodzicami do Generalnej Guberni i zamieszkał w Józefowie pod Warszawą. Uczył się na tajnych kompletach gimnazjalnych sióstr urszulanek w Ożarowie.
Po wojnie zamieszkał w Gdańsku-Wrzeszczu, gdzie w 1948 ukończył Liceum Humanistyczne im. Władysława Pniewskiego. W latach 1948–1952 studiował filologię polską na Uniwersytecie Warszawskim. Od 1950 był zatrudniony w Instytucie Badań Literackich PAN; najpierw współpracował z komitetem redakcyjnym Słownika pojęć teoretycznoliterackich (niewydany), a następnie jako starszy asystent (od 1952) i aspirant (od 1955) z Działem Historii Literatury Epoki Romantyzmu. W latach 1957–1960 pracował jako starszy asystent w Pracowni Literatur Wschodniosłowiańskich Komitetu Słowianoznawstwa PAN. Od 1960 ponownie w IBL PAN, początkowo w Pracowni Literatury Okresu od 1918 roku, a później w Pracowni Historii Literatury Romantyzmu (w 1983 kierownik pracowni). W 1963 na podstawie rozprawy pt. Proza Fiodora Dostojewskiego (promotor prof. Samuel Fiszman) uzyskał na UW stopień naukowy doktora, w 1970 habilitował się w IBL PAN na podstawie rozprawy pt. Proza Jarosława Iwaszkiewicza 1916–1938, w 1971 otrzymał w IBL PAN stanowisko docenta. W latach 70. był kierownikiem literackim Teatru Narodowego. W latach 1984–1985 przebywał w Rzymie na stypendium Włoskiego Instytutu Kultury Chrześcijańskiej i Fundacji Jana Pawła II. W 1988 otrzymał tytuł naukowy profesora nadzwyczajnego. W latach 1989–1992 kierował Studium Doktoranckim IBL PAN. W 1990 był członkiem redakcji „Tygodnika Literackiego”. W 1994 został mianowany profesorem zwyczajnym w IBL PAN. Wchodził w skład Rady Naukowej Instytutu. W 1998 przeszedł na emeryturę.
Debiutował w 1950 recenzją powieści Jurija Tynianowa Küchla pt. Powieść o dekabrystach, opublikowaną w tygodniku „Wieś” nr 26. W 1970 esej Śmierć Stawrogina, ogłoszony w „Tekstach Drugich”, spowodował interwencję Ambasady ZSRR i przyczynił się do obłożenia Ryszarda Przybylskiego zakazem druku.
Zajmował się m.in. klasycyzmem, twórczością Słowackiego, Chopina, Mickiewicza, Różewicza i Iwaszkiewicza, a także hermeneutyką biblijną i doświadczeniem wewnętrznym ojców pustyni. Tłumacz i edytor prozy Osipa i Nadieżdy Mandelsztamów,  Anny Achmatowej, Fiodora Dostojewskiego.
Był pięciokrotnie nominowany do Nagrody Literackiej „Nike” (w tym trzykrotny finalista). Od 1988 należał do Polskiego PEN Clubu.
Zmarł w Warszawie, pochowany na cmentarzu Komunalnym Północnym (kwatera S-XI-4-10-1).

## Wybrane publikacje
- Dostojewski i „przeklęte problemy” (1964, 2010, ISBN 978-83-60457-97-9
- Wdzięczny gość Boga. Esej o poezji Osipa Mandelsztama (Libela, Paris 1980)
- Podróż Juliusza Słowackiego na Wschód (1982, ISBN 83-08-00078-9)
- Klasycyzm, czyli Prawdziwy koniec Królestwa Polskiego (1983, ISBN 83-06-00891-X)
- Pustelnicy i demony (1994, ISBN 83-7006-293-8)
- Cień jaskółki: esej o myślach Chopina (1995, ISBN 83-7006-544-9)
- Sprawa Stawrogina (1996, wspólnie z Marią Janion, ISBN 83-86056-20-7)
- Romantyzm (1997, wspólnie z Aliną Witkowską, ISBN 83-01-12108-4)
- Baśń zimowa: esej o starości (wyd. I 1998, wyd. II 2008 ISBN 978-83-60457-64-1) – finał Nagrody Literackiej Nike 1999[6]
- Rozhukany koń. Esej o myśleniu Juliusza Słowackiego (1999, ISBN 83-86056-62-2) – finał Nagrody Literackiej Nike 2000[7]
- Mityczna przestrzeń naszych uczuć (2002, ISBN 83-88807-11-0)
- Krzemieniec: opowieść o rozsądku zwyciężonych (2003, ISBN 83-88807-35-8) – finał Nagrody Literackiej Nike 2004[8]
- Ogrom zła i odrobina dobra: cztery lektury biblijne (2006, ISBN 83-60457-13-1) – nominacja do Nagrody Literackiej Nike 2007[9]
- Homilie na Ewangelię dzieciństwa (2007, ISBN 978-83-60457-42-9
- Uśmiech Demokryta. Un presque rien Sic! 2009 – nominacja do Nagrody Literackiej Nike 2010[10]
- Odwieczna Rosja. Mandelsztam w roku 1917 (2012, ISBN 978-83-61967-28-6

## Nagrody i odznaczenia
- Nagroda Fundacji im. Kościelskich w Genewie za całokształt twórczości (1968)
- Nagroda Ministra Nauki, Szkolnictwa Wyższego i Techniki (1972)
- Nagroda Związku Pisarzy Polskich na Obczyźnie (1980)
- Nagroda „Odry” za twórczość eseistyczną (1984)
- Nagroda im. Stanisława Vincenza (1985)
- Nagroda Fundacji Alfreda Jurzykowskiego w Nowym Jorku w dziedzinie historii literatury (1991)
- Nagroda Wielka Fundacji Kultury za eseje Pustelnicy i demony (1994)
- Nagroda PEN Clubu za twórczość eseistyczną (1994)[11]
- Złoty Medal „Zasłużony Kulturze Gloria Artis” (2007)[12][13]
- Nagroda Literacka im. Władysława Reymonta za twórczość całego życia (2007)[14]
- Nagroda Literacka m.st. Warszawy w kategorii „Literatura piękna” za Cień jaskółki. Esej o myślach Chopina (Wydawnictwo Znak) (2010)

Źródło:.